# Spreeaufwurf
Spreeaufwurf ist eine zum Ortsteil Neusorge gehörende Ortschaft der Stadt Rothenburg/Oberlausitz im Landkreis Görlitz in Sachsen.

## Lage
Spreeaufwurf liegt in der Oberlausitz, genau drei Kilometer westlich der Grenze zu Polen und zwölf Kilometer nordöstlich von Niesky. Umliegende Ortschaften sind Ungunst im Nordosten, Lodenau im Südosten, Neusorge im Süden, Spree und Hähnichen im Südwesten, Quolsdorf und Daubitz im Westen und Walddorf im Nordwesten. Westlich von Spreeaufwurf liegt der Peisker Graben, nordwestlich das Naturschutzgebiet Spreer Teichgebiet.

## Geschichte
Das Zeilendorf Spreeaufwurf wurde bereits vor dem 18. Jahrhundert gegründet, auf einer Karte aus dem Jahr 1759 ist die Siedlung als Aufwarff verzeichnet. Der Ortsname ist auf die Entstehung des Ortes auf einem Aufwurf in der sogenannten „Spreer Heide“. Verwaltungstechnisch gehörte der Ort zunächst zur Gemeinde Spree. 1791 wurde der Ort erstmals als Spreeaufwurf bezeichnet. Das Kurfürstentum Sachsen wurde 1806 zum Königreich Sachsen erhoben, seit der auf dem Wiener Kongress beschlossenen Teilung Sachsens kam Spreeaufwurf an das Königreich Preußen. Der Ort gehörte dort zum Landkreis Rothenburg (Ob. Laus.) im Regierungsbezirk Liegnitz der Provinz Schlesien. Im Jahr 1829 war die Siedlung mit dem Namen Aufwurf bezeichnet. Kirchlich gehörte Spreeaufwurf zu Rothenburg.
Im Jahr 1843 hatte Spreeaufwurf 16 Wohngebäude und 89 Einwohner. Es gab eine Schmiede in dem Ort, der ansonsten landwirtschaftlich geprägt war. 1919 wurde die Provinz Schlesien geteilt und Spreeaufwurf gehörte fortan als Teil der Landgemeinde Spree zur Provinz Niederschlesien. Am 1. April 1938 wurde Spreeaufwurf aufgrund der günstigeren Lage in die Gemeinde Neusorge umgegliedert. Im gleichen Jahr wurden Nieder- und Oberschlesien wieder zu einer Provinz Schlesien vereinigt, die nur drei Jahre später wieder aufgelöst wurde. Nach dem Zweiten Weltkrieg kam die Gemeinde Neusorge in die Sowjetische Besatzungszone und gehörte seit dem 16. Januar 1947 verwaltungstechnisch dem Landkreis Weißwasser-Görlitz an, der im folgenden Jahr in Landkreis Niesky umbenannt wurde.
Seit 1949 lag Spreeaufwurf in der DDR, bei der Kreisreform am 25. Juli 1952 wurde die Gemeinde Neusorge mit dem Ortsteil Spreeaufwurf dem Kreis Niesky im Bezirk Dresden zugeordnet. Nach der Wiedervereinigung lag Spreeaufwurf im Landkreis Niesky in Sachsen und wurde zum 1. März 1994 zusammen mit Neusorge in die Gemeinde Lodenau eingegliedert. Bei der Kreisreform im gleichen Jahr kam Lodenau zum Niederschlesischen Oberlausitzkreis. Am 1. Januar 1999 wurde die Gemeinde Lodenau aufgelöst und ihre Ortsteile nach Rothenburg/Oberlausitz eingegliedert. Spreeaufwurf erhielt im Gegensatz zu Neusorge keinen Ortsteilstatus. Seit dem 1. August 2008 liegt Spreeaufwurf im Landkreis Görlitz.